# Asparagus faulkneri
Asparagus faulkneri är en sparrisväxtart som beskrevs av Sebsebe Demissew. Asparagus faulkneri ingår i släktet sparrisar, och familjen sparrisväxter. Inga underarter finns listade i Catalogue of Life.